# 프랭클린 D. 루즈벨트 이스트 리버 드라이브

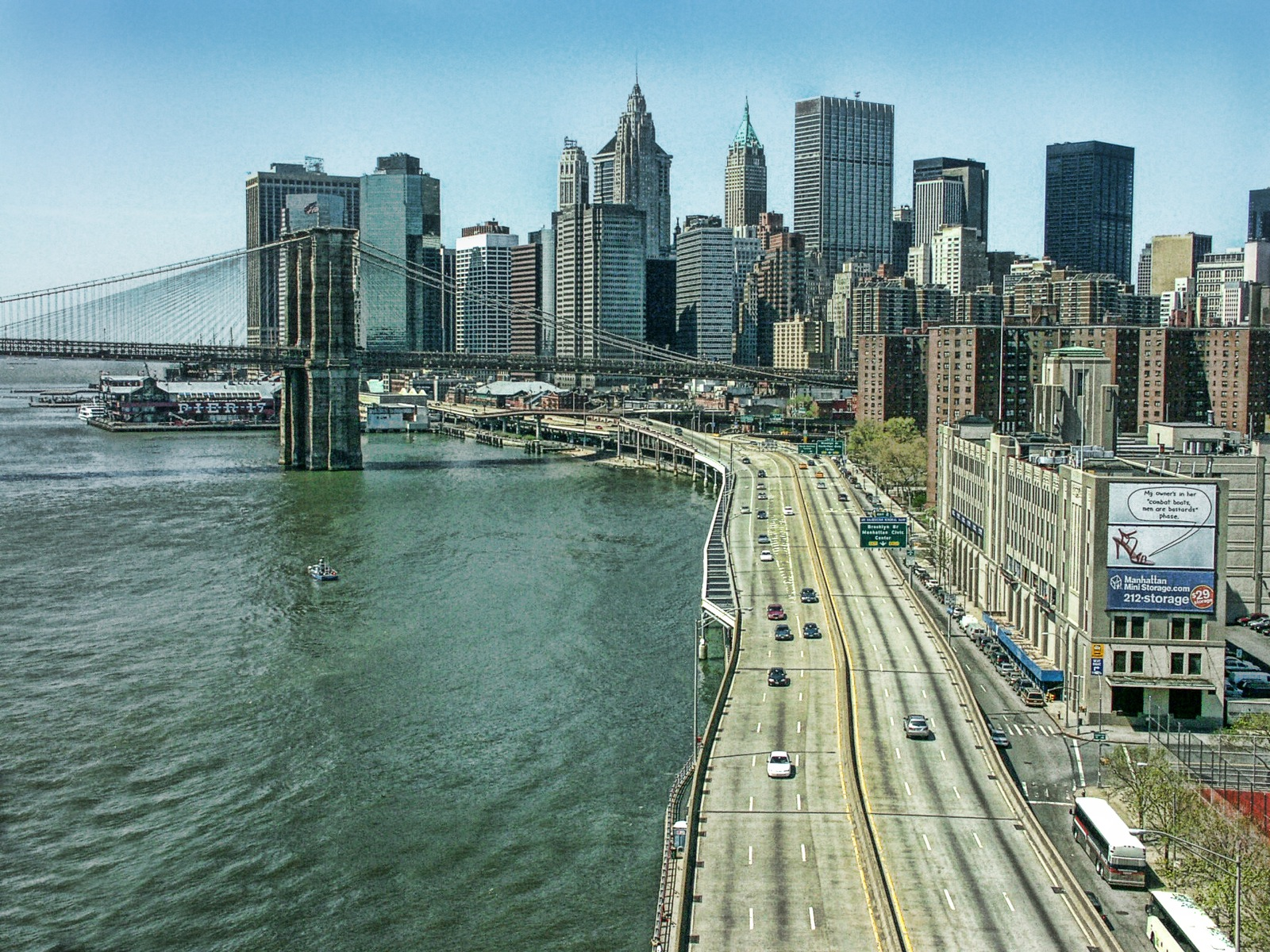

프랭클린 D. 루스벨트 이스트 리버 드라이브(Franklin D. Roosevelt East River Drive)는 간단히 줄여 FDR 드라이브로 표시하며, 미국 뉴욕 시 맨해튼을 지나가는 15.19km의 고속도로이다. 북쪽 125번가에서 할렘 리버 드라이브(Harlem River Drive)와 연결되고, 남쪽은 배터리 파크에서 배터리 파크 언더패스와 연결되어 그 사이의 구간을 이스트 강을 따라 지나고 있다. 도로의 대부분은 고가도로이다. 완성 당시 이름은 이스트 리버 드라이브였다. 맨해튼에서 가장 긴 거리를 달리는 고속도로이다. 정체는 별로 일어나지 않으며, 편도 2차선이다. 전체 구간은 뉴욕주 ROUTE 907L로 지정되어 있다.